# Jan Vaes (historicus)

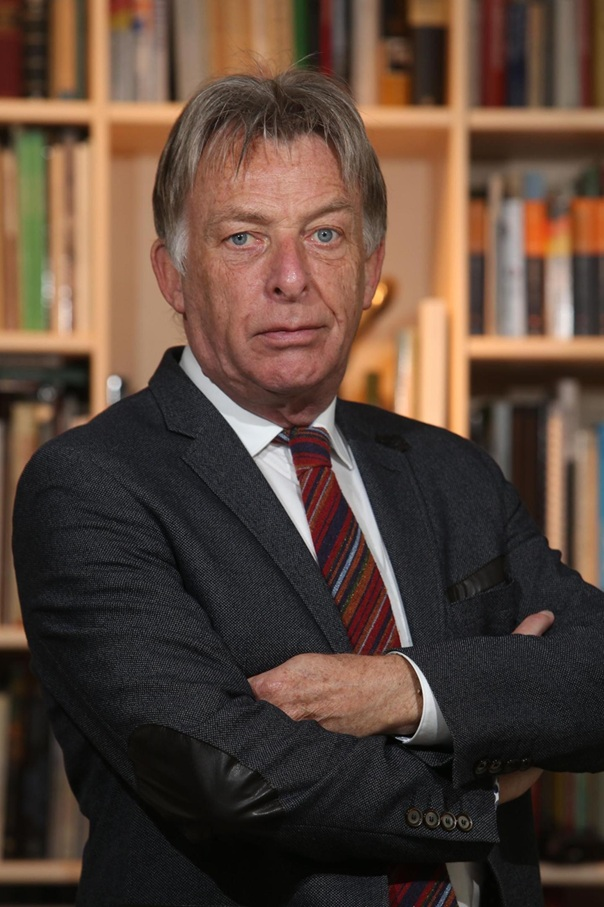
dr. Jan Vaes (HBvL)

Jan Vaes (Bree, 22 mei 1953) is een Belgisch historicus en kunsthistoricus.

## Levensloop

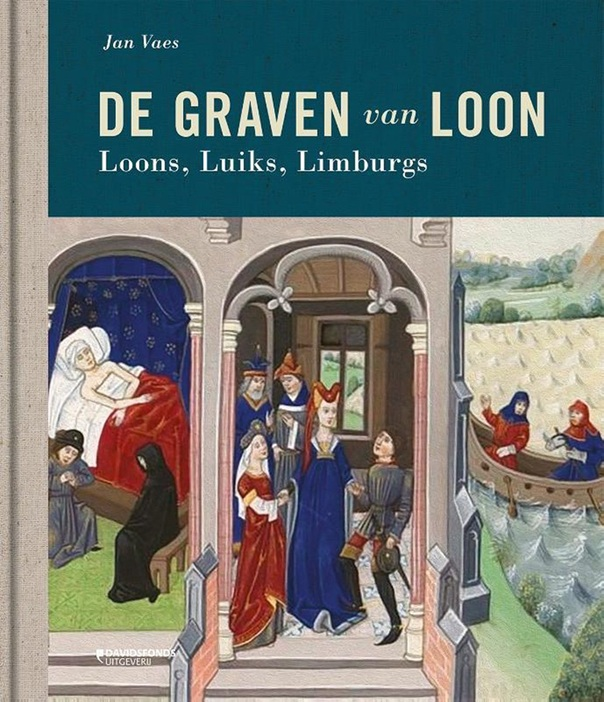
De Graven van Loon - ISBN 9789022340530

Jan Vaes behaalde in 1987 met grootste onderscheiding zijn doctoraat (PhD) in de Oudheidkunde en Kunstgeschiedenis aan de Katholieke Universiteit Leuven, waar hij ook Oude Geschiedenis studeerde. Voor zijn onderzoek werkte hij aan de universiteiten van Leuven, het Dölger Institut van de Rheinische Friedrich-Wilhelms Universität Bonn en de Albert-Ludwigs Universität Freiburg in Breisgau. Daarnaast was hij in Rome als 'uditore' (vrije student) verbonden aan het Pauselijk Instituut voor Christelijke Archeologie.
Zijn onderzoek naar "vroegchristelijke architectuur in Italië" werd hoog gewaardeerd: in 1991 werd hij hiervoor laureaat van de Koninklijke Academie voor Wetenschappen, Letteren en Schone Kunsten van België.

## Loopbaan
Zijn hele loopbaan werkte hij aan de KU Leuven en haar associatie. Als assistent, later als docent. 
Van 1976 tot 2002 doceerde hij ook kunstgeschiedenis en wijsbegeerte aan het Hoger Instituut voor Opvoedkunde in Hasselt. Bovendien doceerde hij aan het Kunsthistorisch Instituut Antwerpen vroegchristelijke en byzantijnse kunst. Hij verzorgt ook al gedurende 20 jaar de cursussen algemene geschiedenis, kunstgeschiedenis, geschiedenis van Loon en Luik en heraldiek aan de opleiding van Limburgse Toeristische Gidsen, Toerisme Vlaanderen.
Van 2000 tot 2016 doceerde hij geschiedenis, cultuurgeschiedenis en didactiek geschiedenis aan de lerarenopleiding van het University College Leuven Limburg.
Hij was (co-)"curator" van verschillende tentoonstellingen:
- De materiële cultuur van de eerste christenen (1983, Faculteit Letteren K.U.Leuven, Gallo-Romeins Museum Tongeren, KBC Antwerpen, OLV-Ten Doorn Eeklo)

- Leuven graaft naar zijn verleden (1980, Faculteit Letteren K.U.Leuven)

- Schilder Louis Hendrix en de neogotiek, 1827-1888 (2000, Stadhuis Peer)

- Godfried Guffens en het Limburgs Historisme (2001, Stadsmus Hasselt)

- Hoofddoeken uit de doeken: het Oriëntalisme in de kunst (2010, Katholieke Hogeschool Limburg, Diepenbeek)

- Klein grut, groot verhaal. Het kind in de kunst (2012, Katholieke Hogeschool Limburg en Stad Hasselt)

- Limburg tussen staf en troon. Duizend jaar graafschap Loon (2018-2019, Alden Biesen)

- Von Flandern nach Franken. Die Grafen von Loon und Rieneck. Spuren aus 1000 Jahren (2019, Lohr am Main, Spessart Museum, DE)

In binnen- en buitenland gaf hij talrijke lezingen en cursussen. Hij is bijvoorbeeld sedert 20 jaar docent geschiedenis en cultuurgeschiedenis aan de Davidsfonds Academie. Ook in de Senioren Universiteit van Hasselt wordt hij geregeld gevraagd als spreker en reisgids.
Talrijke cultuurverenigingen doen een beroep op Jan Vaes, als toeristisch gids, zoals Cultuursmakers (vroeger VAB/VTB, vtbKultuur) en Davidsfonds. 

## Publicaties
- Vaes, J. en A. Provoost, Leuven graaft naar zijn verleden. Publicatie naar gelijknamige tentoonstelling, Leuven, 1980, p. 1-148

- Vaes, J., Alcune considerazioni archeologiche sulla cristianizzazione di edifici antichi a Roma, in: Acta Archaeologica Lovaniensia, Leuven, 1980, p. 49-65

- Vaes, J. en R. Van de Konijnenburg, Neolithische bijl uit Bree (Limb.), in: Archeologie, zesmaandelijkse kroniek uitgegeven door het Nationaal Centrum voor Oudheidkundige Navorsingen in België, Brussel, 1980, 2, p. 72-75

- Vaes, J., De vroegchristelijke architectuur, in: De Materiële cultuur van de eerste christenen, Publicatie naar aanleiding van gelijknamige tentoonstelling, Leuven, 1983, p. 18-42 en 158-213

- Vaes, J., Christelijk hergebruik van antieke constructies: studie van een ‘experimentele’ architectuur, in: Hermeneus, Tijdschrift voor antieke cultuur, Themanummer Antieke Cultuur en Christendom, 58,2, Den Haag, 1986, p. 106-115

- Vaes, J., Christliche Wiederverwendung antiker Bauten: ein Forschungsbericht. L. Reekmans zum 60. Geburtstag gewidmet, in: Ancient Society, 15-17  Leuven, 1984-1986, p. 305-443

- Vaes, J., Christelijk hergebruik van antieke bouwwerken in Italië (ca. 300-1200), doctorale dissertatie, 7 delen, Leuven, 1987

- Vaes, J., ‘Nova construere sed amplius vetusta servare’: La réutilisation chrétienne d’édifices antiques (en Italie), in: Actes du XIe Congrès International d’Archéologie Chrétienne, Lyon-Vienne-Grenoble-Genève-Aosta, 1986 (= Collection de l’Ecole française de Rome, 123), Parijs-Rome, 1989, vol. 1, p. 299-321

- Vaes, J., Riutilizzazione cristiana di edifici dell’antichita classica, in: Lotus International, Rivista Trimestriale di Architettura, 65, Milaan, 1990, p. 16-39

- Vaes, J., Gezicht op het eerste gezicht. Het portret (1849) van Philip Jacob Hendrix door Jan Lodewijk Hendrix (1827-1888), in: Halfjaarlijks tijdschrift van de geschied- en heemkundige kring Groot-Bree, 35, 1999, p. 31-43

- Vaes, J., Via Europa, reisverhalen in steen. Monumenten als vuistslagen: aspecten van Contrareformatie en 19de eeuws Katholiek Reveil. Publicatie n.a.v. Open Monumentendag, z.p., 1999

- Vaes, J., Een passie voor de passie: de kruisweg van de Ekselse Sint-Trudokerk door Jan Lodewijk Hendrix, in: Jaarboek van de Heemkundige Kring Hechtel-Eksel, Hechtel-Eksel, 1999, p. 215-225

- Vaes, J. en K. Nyssen, De schone slaapster te Peer: Therese Kunigunde Casimira Maria Carolina Sobieska, in: Dat Stedeken Peer. Tijdschrift van de Culturele Kring Peer, jg. 31, 1, 2000, p. 3-17

- Vaes, J., Louis Hendrix 1827-1888. Peer, passies en portretten, z.p., 2000, p. 1-232

- Vaes, J., Rombouts, M. Orlent, M. Kellens, L. e.a., Godfried Guffens (1823-1901) en het Limburgs historisme (Publicaties van het Stedelijk Museum Stellingwerff-Waerdenhof, Hasselt, 33), Hasselt, 2001

- Vaes, J., Bronsgroene beeldenstormer Leo Camps, publicatie in samenwerking met Kunst in het groen, naar aanleiding van de Dag van het Park, Brussel, 2002

- Vaes, J., Loon loont, in: Van tijd tot tijd, Tijdschrift voor geschiedenis, kunst en erfgoed, jg. 1, nr. 1, 2004, p. 6-9

- Vaes, J. en G.J.H. Lemmelijn, De Sint-Annakapel van ’s-Gravenvoeren, in: Van tijd tot tijd, Tijdschrift voor geschiedenis, kunst en erfgoed, jg. 1, nr. 1, 2004, p. 10-21

- Vaes, J. en J. Brebels, De ‘Nieuwe Mensch’ van Mussert door Henri van de Velde of de fascinatie voor het fascisme, in: Van tijd tot tijd, Tijdschrift voor geschiedenis, kunst en erfgoed, jg. 1, nr. 1, 2004, p. 26-31

- Vaes, J., Na 317 jaar terug in beeld: de stichter van de kapel van Deust te Peer, in: Van tijd tot tijd, Tijdschrift voor geschiedenis, kunst en erfgoed, jg. 1, nr. 2, 2005, p. 6-8

- Vaes, J., Het Boenderbos: beeldentuin van een bronsgroene beeldenstormer, in: Van tijd tot tijd, Tijdschrift voor geschiedenis, kunst en erfgoed, jg. 1, nr. 2, 2005, p. 20-21

- Vaes, J., Een aankondiging van formaat. Gerard Seghers’ (1591-1651) Kortrijkse ‘Aankondiging’ weergevonden, in: De Leiegouw. Zesmaandelijks tijdschrift voor geschied- taal- en volkskundig onderzoek in het Kortrijkse, jg. 46/1, 2005, p. 59-74

- Vaes, J., Kessenich en zijn relatie met Nideggen, stamslot van de hertogen van Jülich: uitgangspunt van een brok Limburgse geschiedenis, in: Tijdschrift van de Geschied- en Heemkundige kring Kinrooi, jg. 24/2, 2005, p. 54-59

- Vaes, J., Hendrik van Veldeke, het graafschap Loon en de Romaanse kunst, Hasselt, 2007, 55 p

- Vaes, J., Prelaten, privileges en vrijpostige voogden: domein en stad Bree in het feodaal schaakspel, in: Breedvoerig herdacht: duizend jaar Bree, uitg. Lannoo, Tielt, 2007, p. 37-53

- Vaes, J., De schilderijen van Engelbert Fisen (1655-1733) in de kapel van het Augustijnenklooster in Bree, in: Breedvoerig herdacht: duizend jaar Bree, uitg. Lannoo, Tielt, 2007, p. 142-153

- Vaes, J., Romaans Bree … een witte mantel van kerken, in: Breedvoerig herdacht: duizend jaar Bree, uitg. Lannoo, Tielt, 2007, p. 54-77

- Vaes J., Geschiedenis van het graafschap Loon in Europees perspectief, Digitale publicatie met Europese steun, Hasselt, 2007

- Vaes, J., Geschiedenis van het prinsbisdom Luik, Digitale publicatie met Europese steun, Hasselt, 2007

- Vaes, J., De ethische relevantie van (kunst)historisch onderzoek en onderwijs, in: Ethische perspectieven. Katholieke Universiteit Leuven, overlegcentrum voor ethiek, jg. 17, 3, 2007, p. 319-325

- Vaes, J., De Graven van Loon. Loons, Luiks, Limburgs, Leuven, 2016, 383 p.

- Vaes, J., Limburg tussen staf en troon. Duizend jaar graafschap Loon. Lessenpakket voor het secundair onderwijs, Alden Biesen, 2018, p. 1-56

- Vaes, J., Loon. Limburg tussen staf en troon. 1000 jaar graafschap Loon. Catalogus van de gelijknamige tentoonstelling Alden Biesen 2018-2019, s.l., 2018, p. 11-125

- Vaes, J., Hoogdravende ridders en spraakmakende barden. De graven van Loon en de Europese literatuur, in: Kunst en Erfgoed in de Kijker, 66, Hasselt, 2019, p. 1-12

- Vaes, J., Limburg tussen staf en troon. Duizend jaar graafschap Loon, in: Openbaar Kunstbezit in Vlaanderen, jaargang 56, december 2018-januari 2019, Gent, 2019, p. 16-19